# Die Legenden der Albae: Gerechter Zorn
Die Legenden der Albae: Gerechter Zorn ist ein Fantasyroman des deutschen Schriftstellers Markus Heitz, der Ende April 2009 durch den Piper-Verlag im deutschsprachigen Raum veröffentlicht wurde. Der Roman zog vier Fortsetzungen nach sich.

## Bezug zu der RomanreiheDie Zwerge
Die Legenden der Albae: Gerechter Zorn stellt eine Vorgeschichte des ersten Teils der Romanreihe Die Zwerge dar. Die Protagonisten sind im Gegensatz zur Zwerge-Pentalogie keine Zwerge, sondern die Charaktere „Sinthoras“ und „Caphalor“, zwei Albae, blutrünstige Antagonisten aus dem ersten Teil der Zwerge-Reihe. Die Handlung wird dementsprechend aus ihrem Blickwinkel, ihrer Denkweise und ihrer Weltanschauung beschrieben.
Die Handlung beginnt zeitlich einen Sonnenzyklus (entspricht einem Jahr) vor der Invasion des Steinernen Torwegs durch die Albae und ihre Verbündeten, wobei anzumerken ist, dass diese Invasion am Ende des Handlungsstranges noch einmal aus der Sicht der Albae dargestellt wird.
Im Laufe der Handlung und als Kapiteleinleitungen, werden zudem Ereignisse beziehungsweise kurze Vorgeschichten geschildert, die einige Ereignisse aus den Zwerge-Romanen ergründen.

## Handlung
Die beiden sowohl politisch, als auch privat verfeindeten Albae Sinthoras und Caphalor werden von den Herrschern – den sogenannten „Unauslöschlichen“ – des Albae-Reiches „Dsôn Faïmon“' zusammen auf eine Reise geschickt, um einen mächtigen Dämonen als Verbündeten für ihr Volk zu gewinnen. Das Geistwesen soll ihnen beim Angriff auf „Tark Draan“, das „Geborgene Land“ helfen.
Sinthoras politisches Ziel und das der „Kometen“, seinen Verbündeten, ist die Ausweitung des albischen Reiches. Sie sind der Ansicht, dass ein Beherrschen aller anderen Völker die Gefahr für das Albae-Reich minimiert. Caphalor und seine Verbündeten, die „Gestirne“, wollen sich hingegen auf die Verteidigung des Reichs beschränken und sind strikt gegen eine Expansion.
Noch vor Beginn der gemeinsamen Reise hintergeht Sinthoras seinen Gegner Caphalor und reitet, entgegen dem vereinbarten Startzeitpunkt, früher los, um den Ruhm für sich allein zu erlangen. Als Caphalor daraufhin verärgert allein aufbricht, um Sinthoras zu folgen, begegnet er Raleeha, der hübschen aber blinden Sklavin von Sinthoras. Von ihr erfährt er, dass sie aus blinder Liebe ihrer Gefangenschaft entflohen ist, da sie ihrem Meister folgen wollte. Caphalor versucht durch sie möglichst viel über seinen Gegenspieler herauszufinden und zwingt Raleeha, ihn zu begleiten. Um den Dämon zu finden, müssen die Reisenden das Reich der „Fflecx“ durchqueren. Bei diesem Volk handelt es sich um eine Rasse boshafter, giftmischender Gnome. Beim Versuch das Gnomenreich zu passieren, werden Raleeha und die beiden Albae von den Fflecx gefangen genommen und gemeinsam deren König vorgeführt. Dieser verlangt als Gegenleistung, für das Passieren seines Landes, dass die beiden Albae ihm seine gestohlene Krone und ein Pergament von dem zwergenähnlichen Geschöpf „Gålran Zhadar“ zurückbringen, sowie dessen Kopf. Als Absicherung vergiftet er sie und teilt ihnen mit, dass sie das Gegengift erst bei der erfolgreichen Rückkehr erhalten würden. Ansonsten würde das Gift sie innerhalb eines Monats töten.
Die Albae und die Sklavin brechen gemeinsam zum Gålran Zhadar auf, um schnellstmöglich vom Gift befreit zu werden. Unterwegs schenkt Sinthoras Caphalor aus Wut Raleeha. Zudem treffen die Gefährten eine „Obboona“. Die Obboona sind ein menschenähnliches Volk, das die Albae jagt und häutet, um sich in deren Haut zu kleiden. Die Obboona behauptet zu wissen, wie sie ins Schloss des Gålran Zhadar gelangen könnten. Die Albae zwingen sie dazu ihnen zu helfen und bringen das Pergament und die Krone in ihren Besitz, können aber bei ihrer überstürzten Flucht den Kopf des Gålran Zhadars nicht mitnehmen.
Erneut trennen sich Sinthoras und Caphalors Wege: Da Sinthoras bezweifelt, dass der König der Fflecx wegen des fehlenden Kopfes das Gegengift aushändigen wird, verlässt er die Gruppe und begibt sich auf eigene Faust auf die Suche nach dem Dämonen. Zuerst gelingt es ihm nicht den Dämonen für die Ziele der Albae zu gewinnen. Als ihm jedoch eine dem Gålran Zhadar gestohlene Phiole zerbricht und er dem Dämonen vorsingt, wandelt sich das Geistwesen auf mysteriöse Weise. Er ist plötzlich bereit dem Alb zu helfen, sofern dieser sich in geraumer Zeit wieder meldet. Außerdem entfernt er das Gift aus Sinthoras’ Körper.
Caphalor hat hingegen weiterhin vor, mitsamt Raleeha und der wahnsinnigen Obboona namens Karjuna zum König der Fflecx zurückzukehren. Auf dem Weg dorthin werden sie von Srinks, „halbwegs intelligenten“ Bestien, angegriffen. Es stellt sich heraus, dass diese der Gewalt von Karjuna unterstehen, welche Caphalor in ihrem Wahnsinn zwingt, dass er ihr schwört, ihr Gemahl zu werden. Nachdem Caphalor notgedrungen ihre Forderung erfüllt und verspricht wiederzukommen, setzt er mit Raleeha die Reise zum König der Fflecx fort. Caphalor überreicht ihm die Krone und das Pergament, doch wegen des fehlenden Kopfes will der König das Gegenmittel nicht hergeben. Caphalor und Raleeha brechen auf, um Raleeha heil nach Dsôn Faïmon zu bringen, da der Alb ihre Qualitäten während der Reise entdeckt hatte, während er selbst von dort aus zurückkehren und den König der Fflecx sowie die Obboona aus Rache umbringen will. Für ihn gilt sein tödliches Schicksal als besiegelt.
Auf der Reise erleidet Caphalor einen durch das Gift der Fflecx verursachten Schwächeanfall und entrinnt dem Tod nur, da sein albischer Freund Aïsolon ihn findet und ihn heimlich nach Dsôn Faïmon zurückbringt. Dort wird er von seiner Tochter Tarlesa geheilt. Alsbald bricht Caphalor jedoch erneut zur Suche nach dem Dämonen auf, da er denkt, dass Sinthoras aufgrund der Vergiftung mittlerweile verstorben sein müsse.
Raleeha wird währenddessen von der heilkundigen Tarlesa behandelt. Der Heilerin gelingt es, die Regeneration von Raleehas rechtem Augapfel zu ermöglichen. Nach und nach gewinnt die junge Frau ihre Sehkraft auf dem behandelten Auge wieder zurück, was sie allerdings geheim hält.
Auf dem Weg zum Dämonen trifft Caphalor auf Sinthoras, den er erpresst den Ruhm für den Pakt mit dem Dämonen mit ihm zu teilen. Zurück im Reich der Albae werden die beiden von den Unauslöschlichen beauftragt mit den Orks, Trollen, Barbaren und anderen Kreaturen zu verhandeln, um ein gemeinsames Heer für den Angriff auf das Geborgene Land aufzustellen. Ihnen gelingt es, die Mehrheit der Barbaren, Trolle und Orks zu überzeugen, im Gegenzug bekommen diese eigene Reiche im Geborgenen Land. Auch Farron Lotor, der mächtigste unter den Barbarenfürsten, muss sich den Albae fügen, da sie seine Schwester Raleeha als Druckmittel gegen ihn benutzen.
Während der Vorbereitungen taucht die Obboona mitsamt einer großen Armee „Srink“ auf und stellt Caphalor das Ultimatum sie zur Gefährtin zu nehmen. Als sie ihm offenbart, dass sie seine Familie ermordet hat, tötet Caphalor sie und stürzt sich, seines Lebensmutes beraubt, allein in den Kampf gegen die Srink. Wider Erwarten überlebt er jedoch das Gefecht, da seine neuen Bündnispartner ihm zur Seite stehen. Zu diesem Zeitpunkt haben selbst Sinthoras und Caphalor inzwischen Frieden geschlossen. Da auch Tarlesa von der Obboona getötet wurde, ist nun niemandem mehr bekannt, dass die Sklavin ihre Sehkraft auf einem Auge zurück erlangt hat.
Im weiteren Verlauf der Handlung stößt der totgeglaubte Gålran Zhadar zu den Albae, der berichtet, dass er einen Spion bei den Zwergen, den Wächtern der Grenzen des Geborgenen Landes, eingeschleust habe. Für die Kontrolle über den Spion verlangt er als Gegenleistung, sich in „Phondrasôn“, dem unterirdischen Reich der Albae, niederlassen zu dürfen.
Sinthoras hat inzwischen eine Gefährtin, Timanris, gefunden, die die herrenlose Raleeha bei sich aufnimmt. Die für blind gehaltene Einäugige zeigt nämlich ein künstlerisches Talent, das dem der Albae ebenbürtig ist. Raleeha, welche ebenfalls in Sinthoras verliebt ist, greift aus Eifersucht plötzlich Timanris an und verletzt sie dabei schwer. Da diese aufgrund ihrer Verletzungen nicht mehr in der Lage ist zu sprechen, gelingt es der Einäugigen jedoch die Geschehnisse als einen Unfall darzustellen.
Raleeha verlässt darauf Dsôn und folgt ihrem Herren aus Liebe zum Schlachtfeld. Sie schreibt einen Brief, den sie für einen Brief von Timanris ausgibt und Sinthoras sagt, es sei Timanris letzter Wille gewesen, bevor sie starb. In dem Brief steht unter anderem, dass Raleeha Sinthoras neue Gefährtin werden sollte.
Caphalor durchschaut dabei Raleehas List, unternimmt jedoch nichts dagegen.
Zum Ende des Buches führt die Streitmacht der Generäle Caphalor und Sinthoras ihrer Angriff auf das Geborgene Land. Es gelingt mit Hilfe des Dämons und des Spions, den Steinernen Torweg einzunehmen und so ins Geborgenen Land einzumarschieren. Raleeha folgt erneut ihrem Meister und als während des Gefechtes Sinthoras eine heranfliegende Axt nicht bemerkt, wirft sich die Einäugige, erfüllt von Schuldgefühlen und blinder Liebe, in die Wurfbahn der Axt und findet so ihr tragisches Ende.
Während des Kampfes stellt sich heraus, dass der Dämon nicht daran denkt, den Albae zu Diensten zu sein, sondern umgekehrt die Albae und deren Gefolge für seine Zwecke benutzt. Selbst Sinthoras verbeugt sich vor dem Dämon, als dieser es allen abverlangt.
Indessen begibt sich der Gålran Zhadar in die Schwarze Schlucht, um ein neues Reich zu gründen und der Macht des Dämons zu entfliehen.

## Erfolg
Bereits nach der ersten Verkaufswoche stieg das Buch auf Platz vier der Spiegel-Bestsellerliste im Bereich Belletristik (Hardcover). Der Autor Markus Heitz kündigte schon in der Danksagung des Buches eine Fortsetzung des Romans an. Mit Die Legenden der Albae: Vernichtender Hass, Die Legenden der Albae: Dunkle Pfade, Die Legenden der Albae: Die Vergessenen Schriften und Die Legenden der Albae: Tobender Sturm wurden diese nun auch realisiert. Im Jahr 2010 gewann Markus Heitz mit „Gerechter Zorn“ in der Kategorie „Bester deutschsprachiger Roman“ bereits zum achten Mal den Deutschen Phantastik-Preis.

## Buchausgaben
- Markus Heitz: Die Legenden der Albae: Gerechter Zorn. Piper-Verlag, München 2009, ISBN 978-3-492-70154-9.
- Markus Heitz: Die Legenden der Albae: Vernichtender Hass. Piper-Verlag, München 2011, ISBN 978-3-492-70197-6.
- Markus Heitz: Die Legenden der Albae: Dunkle Pfade. Piper-Verlag, München 2012, ISBN 978-3-492-70198-3.
- Markus Heitz: Die Legenden der Albae: Die Vergessenen Schriften. Piper-Verlag, München 2013, ISBN 978-3-492-26965-0.
- Markus Heitz: Die Legenden der Albae: Tobender Sturm. Piper-Verlag, München 2014, ISBN 978-3-492-70199-0.